# Огановский, Пётр Иванович
Пётр Иванович Огановский (26 августа 1851 — после 1917) — участник Русско-турецкой, Русско-японской и Первой мировой войн. Генерал от инфантерии. Военный писатель.

## Биография
26 августа 1851 года в дворянской семье христианского вероисповедания. Из дворян древнего армянского рода. Брат Максимилиан. Окончил Нижегородскую графа Аракчеева военную гимназию.
В Русской императорской армии с 9 августа 1867 года. В 1870 году окончил Виленское пехотное юнкерское училище по первому разряду, был выпущен из училища в звании прапорщика. Служил в 118-м пехотном Шуйском полку. С 21 апреля 1871 года подпоручик, с 30 марта 1874 года поручик, с 1 мая 1877 года штабс-капитан. В 1882 году окончил Николаевскую академию Генерального штаба.
С 22 мая 1882 года по 30 апреля 1885 года старший адъютант штаба 16-й пехотной дивизии. С 8 апреля 1884 года капитан. С 24 марта 1885 года по 15 ноября 1888 года старший адъютант штаба 8-го армейского корпуса. С 4 октября 1888 года по 17 июня 1895 года штаб-офицер при управлении начальника 10-й местной бригады. Подполковник (старшинство c 09.04.1889). С 1 мая по 1 сентября 1892 года отбывал цензовое командование батальоном в 58-м пехотном Прагском полку. Полковник (ст. 28.03.1893).
С 15 января 1896 год по 1900 год начальник штаба войск Уральской области. С 2 сентября 1900 года по 25 марта 1904 года командир 79-го пехотного Куринского полка 20-й пехотной дивизии. С 25 марта 1904 года генерал-майор. Участвовал в русско-японской войне. С 25 марта 1904 года по 23 марта 1905 года командир 2-й бригады 2-й Сибирской пехотной дивизии. С 23 марта 1905 года по 21 ноября 1906 года генерал-квартирмейстер 1-й Маньчжурской армии.
С 21 ноября 1906 года по 18 апреля 1907 года начальник 53-й пехотной резервной бригады, а с 18 апреля 1907 года начальник 66-й пехотной резервной бригады. Так же занимал должность начальника 52-й пехотной бригады. С 18 апреля 1910 года генерал-лейтенант. С 24 октября 1910 года был начальником 51-й пехотной дивизии.
31 декабря 1913 года был произведен в чин генерала от инфантерии с увольнением со службы по возрастному цензу. C началом Первой мировой войны был возвращен на службу и назначен в резерв чинов при штабе Киевского военного округа. В 1914 году командующий 66-й пехотной дивизией. С 24 января 1915 года командир 4-го Кавказского армейского корпуса. 19 декабря 1915 года освобождён от должности по болезни с назначением в резерв чинов при штабе Петроградского ВО. Командир 3-го армейского корпуса с 16 апреля 1916 года. С 11 сентября того же года находился в резерве чинов при штабе Петроградского военного округа. С сентября 1916 года по 1917 год состоял в резерве чинов штабе Минского военного округа, с 17 июня 1917 года состоял в резерве чинов Кавказского военного округа.
Дальнейшая судьба неизвестна.

## Семья
По состоянию на 1911 год был женат
- Отец — Иоанн Лаврентьевич Огановский[9]
- Сестры — Софья Ивановна Огановская и Любовь Ивановна Огановская[9]
- Сын — Николай Петрович Огановский (1874—1938) экономист-аграрник, статистик и политический деятель[9].

## Сочинения
- Краткий отчет о деятельности генерал-квартирмейстера 1-й Маньчжурской армии / Ген.-квартирмейстер ген.-м. Огановский. - Москва : Товарищество «Печатня С. П. Яковлева», 1906. - 37 с.; 27 см.
- Некоторые указания о боевых действиях войск, выведенные из опыта русско-японской войны. Елизаветполь : типо-скоропечатня А. Гаджи-Гасанова, 1907. - 38 с

## Награды
- Орден Святого Владимира II степени (6 декабря 1909)[2];
- Орден Святого Владимира III степени (1899)[2];
- Орден Святого Владимира IV степени (1896)[2];
- Орден Святого Александра Невского с мечами (7 июня 1915)[2];
- Орден Белого Орла (6 декабря 1913) с мечами (23 ноября 1915)[2];
- Орден Святой Анны I степени с мечами (1905)[2];
- Орден Святой Анны II степени (1891)[2];
- Орден Святой Анны III степени (1883)[2];
- Орден Святого Станислава I степени с мечами (1904)[2];
- Орден Святого Станислава II степени (1887)[2];
- Орден Святого Станислава III степени (1878)[2];
- Золотое оружие «За храбрость» (1905)[10].